# 共和聯合診所
共和聯合診所又名共和醫院，位於台灣台南市，創辦人為黃金火。

## 院史
共和醫院的創辦人為黃金火先生，他最早期在1922年曾經先在竹仔街開了間醫館，一直到1924年十月，他在台南市本町四丁目179番地的舊宅，也就是現在位於台南市中西區民權路二段家樂蛋糕旁的一塊空地。當時他和同是就讀醫學院的韓石泉醫師一起經營共和醫院，醫院外科交由黃金火，醫院內科則是交由韓石泉負責。一直到兩人合約到期，在1928年時韓石泉才另創立一間韓內科醫院。:118
在1965年黃金火與他的兒子蔡文隆一起將共和醫院搬遷到現在的地址，並將名稱改為共和綜合醫院，變成更有規模的綜合醫院，設有內科、外科、兒科、婦產科和皮膚科。但之後面臨到健保實施的窘境，導致醫院的競爭更激烈，不堪負荷後，在2000年10月選擇正式歇業。

## 醫院名稱由來
共和醫院之所以命名為共和，其實隱含著當時黃金火、韓石泉對民主共和的一種期盼。除此之外，也是對於日治時期那些抗日的知識份子的影射。共和醫院不僅僅是普通治療病患、教育衛生的場所，更是捐助文化抗日運動的一個重要的經濟支援、對抗日本高壓殖民政府的重要基地。

## 文化成就
共和醫院除了醫療相關行為外，也是臺南文化劇團一個排演的場所，而劇團的創辦人正是黃金火，而他除了創辦人的身分外，也兼任編劇、導演，可以說是台南文化劇團中的核心角色。當時台灣在1920年代時剛出現了新型戲劇，演出的形式、內容大多提倡文化素養，而臺南文化劇團正是和台灣文化協會的文化劇，恰巧成為了推廣新觀念、新知識的一種途徑。

## 醫院代表人物
與共和醫院較為密切的人物為第一任院長黃金火、共同創辦人韓石泉、第二任院長也是黃金火的兒子蔡文隆以及外科主任黃光弘。